# Cantó de Bonius
El cantó de Bonius (en francès canton de Bonnieux) és una antiga divisió administrativa francesa del departament de la Valclusa, situat al districte d'Ate. Va comptar amb sis municipis i el cap és Bonius. Va desaparèixer el 2015.

## Municipis
- Bonius
- Buòus
- La Còsta
- Menèrba
- Aupeda
- Civèrgas

| Data d'elecció                           | Identitat       | Partit | Qualitat |
| ---------------------------------------- | --------------- | ------ | -------- |
| 1949-1973                                | René Conil      | MRG    |          |
| 1973-1998                                | André Borel     | PS     |          |
| 1998-2011                                | Roger Fenelon   | PS     |          |
| 2011-2015                                | Olivier Florens | EELV   |          |
| les dades anteriors no són pas conegudes |                 |        |          |
|                                          |                 |        |          |